# 愛のうた!
『愛のうた!』（あいのうた）は、TBS系列「愛の劇場」枠で2007年10月29日〜同年12月28日の毎週月曜日〜金曜日13:00〜13:30（JST）に放送された昼ドラマ。全45話。

## 概要
挙式前日に夫を失った女性と、夫と前妻との間に生まれた子供たちが、愛情や絆を見出しながら本当の「家族」になってゆく姿を那須高原の大自然の中で描く。『砂時計』のスタッフ・キャストが複数参加している。
なお、雛形あきこと天野浩成は本作での共演が縁となり、2013年3月25日に入籍している。

## あらすじ
亜紀は、婚約者の稲穂から前妻との間に生まれた3人の子供たちを紹介され、初めて対面した。しかし子供たちからは冷たい態度を取られた上、もともと子供や家事が苦手だった亜紀は、突然自分が母親になることに自信をなくしていた。だが、稲穂の励ましに支えられて入籍し、次の日には新居への引っ越しも済ませ、あとは翌日に控えた挙式を待つだけとなった。ところがその夜、稲穂が交通事故でこの世を去り、亜紀は入籍からわずか半日で未亡人となってしまう。しかし生前、稲穂がいつか子供たちを自分の故郷である那須高原に連れて帰りたいと話していたことを思い出した亜紀は、稲穂の死後、親戚や施設に引き取られた3人の子供たちと一緒に暮らすことを決意。そして子供たちとともに那須高原にやってくるが…。

## キャスト
黒川（保科） 亜紀 - 雛形あきこ
30歳。旅行代理店で主任をしていた。家事も子供も苦手で、感情任せに行動するのが短所。稲穂の死後、子供たちと一緒に暮らすために仕事を辞め、那須高原にやってくる。そして3か月の条件つきで黒川家に暮らしながら、親子4人で自立すべく、新聞配達をはじめ「三匹の猫」や守の牧場を手伝っている。
黒川 楓 - 荒井萌
中学3年生（15歳）の稲穂の長女。クールな性格で亜紀に対して冷たい。絵を描くのが好き。同じアルバイトの慶太と付き合っている。
黒川 紅司 - 泉澤祐希
小学5年生（11歳）の稲穂の長男。勉強とゲームが大好き。ナレーションは当時を回顧した紅司が亡き稲穂に向けて語りかける形となっている。
黒川 花梨 - 三好杏依
小学1年生（7歳）の稲穂の次女。いつも笑顔で亜紀に懐いている。
黒川 稲穂 - 岡田浩暉
38歳。イラストレーターで、前妻との間に生まれた3人の子供と暮らす。亜紀と婚約していたが、挙式前夜に他界。
木村 晃 - 渋江譲二
住み込みで修行している源三の弟子。いつも無口で感情を表に出さない。
蒔田 亮介 - 天野浩成
亜紀の学生時代の同級生で、稲穂の担当編集者。
小峰 直也 - 嶋大輔
那須高原で喫茶店「三匹の猫」のオーナーを務める。稲穂の同級生。
小峰 舞 - 金澤美穂
直也の娘。紅司と同じ年の小学5年生。しっかり者で店の手伝いもしている。
内田 守 - 新妻大蔵
那須高原で牧場を営む。「三匹の猫」の常連。
内田 麻里 - 橘実里
守の妻。初めての出産を控えているが、牧場の仕事もきちんとこなしている。
保科 泰蔵 - 升毅
亜紀の父。
保科 静代 - 岡まゆみ
亜紀の母。
野本 美津代 - 栗田よう子
稲穂の前妻の妹。稲穂の死後、一時紅司を引き取る。
笠松 裕一 - 正城慎太郎
稲穂の前妻の弟。稲穂の死後、一時花梨を引き取る。
黒川 源三 - 左右田一平
稲穂の父で益子焼の職人。頑固な性格で音信不通だった稲穂を許せないでいる。
黒川 千歳 - 大森暁美
稲穂の母で、源三を陰ながら支えている。亜紀と孫たちにとっては厳しくも良き理解者である。
桜井 慶太 - 兼子舜
楓と同じアルバイトをする高校生。那須周辺のリゾート開発を進める会社の社長の息子。
桜井真佐子  - 円城寺あや
慶太の母。
勝 - 小倉史也
那須高原に住む、紅司の同級生。
恵 - 立原麻衣
直也の前妻、突然直也の喫茶店に姿を現す。
宇喜田礼子 - いしのようこ
稲穂の前妻、楓たちの母親。既に再婚しており楓たち兄弟を引き取るが、末期がんに侵されており死亡。
宇喜田 稔 - 石橋保
礼子の夫、礼子の死後、楓たちと正式に養子縁組しようとする。

## スタッフ
- 企画 - 橋本孝（TBS）、三島圭太（TBS）
- 脚本 - 武田有起、山浦雅大
- 音楽 - 遠藤浩二
- プロデューサー - 加藤章一
- 演出 - 加藤章一、田沢幸治、山崎統司、森永恭朗
- 技術 - 松岡良治
- カメラ -関毅
- 照明 - 平岡将仙
- 映像 - 間瀬拓之
- 音声 - 小島一宏
- 音響効果・選曲 - 遠藤浩二
- 編集 - 紀伊正志
- タイトルCG - 本田貴雄
- TM - 平木美和
- プロデューサー補 - 森嶋正也
- 演出補 - 湯浅典子
- 制作担当 - 木口洋介
- 記録 - 浦川友紀
- スチール - 井上修二
- 製作 - TBS、ドリマックス・テレビジョン

## 放送日程
| 話数   | 放送日         | タイトル       |
| ------ | -------------- | -------------- |
| 第1話  | 2007年10月29日 | 家族のルール   |
| 第2話  | 2007年10月30日 | 涙のラブレター |
| 第3話  | 2007年10月31日 | 父との涙の約束 |
| 第4話  | 2007年11月1日  | 5円玉の奇跡…   |
| 第5話  | 2007年11月2日  | そして那須へ!  |
| 第6話  | 2007年11月5日  | 父の夢那須の空 |
| 第7話  | 2007年11月6日  | 父が残した宝物 |
| 第8話  | 2007年11月7日  | 突然の娘の失恋 |
| 第9話  | 2007年11月8日  | 都会からの誘惑 |
| 第10話 | 2007年11月9日  | 那須からの脱出 |
| 第11話 | 2007年11月12日 | 壊れた姉弟の絆 |
| 第12話 | 2007年11月13日 | 那須を逃げた罰 |
| 第13話 | 2007年11月14日 | 紅葉が届けた愛 |
| 第14話 | 2007年11月15日 | 感激の新しい靴 |
| 第15話 | 2007年11月16日 | 継娘の涙の作文 |
| 第16話 | 2007年11月19日 | 別れた母と再会 |
| 第17話 | 2007年11月20日 | 母親と思えない |
| 第18話 | 2007年11月21日 | 母親代わり失格 |
| 第19話 | 2007年11月22日 | 孫からの贈り物 |
| 第20話 | 2007年11月23日 | 父がくれた勇気 |
| 第21話 | 2007年11月26日 | パパに会いたい |
| 第22話 | 2007年11月27日 | 日本一のママ母 |
| 第23話 | 2007年11月28日 | ママ母倒れる…  |
| 第24話 | 2007年11月29日 | 娘の嘘母の秘密 |
| 第25話 | 2007年11月30日 | 長女の涙の理由 |
| 第26話 | 2007年12月3日  | ママ母が結婚!? |
| 第27話 | 2007年12月4日  | 亡き父と同じ夢 |
| 第28話 | 2007年12月5日  | あばかれた秘密 |
| 第29話 | 2007年12月6日  | 犯した罪の記憶 |
| 第30話 | 2007年12月7日  | 心を癒す結婚式 |
| 第31話 | 2007年12月10日 | 初めての窯焚き |
| 第32話 | 2007年12月11日 | 家族になれた日 |
| 第33話 | 2007年12月12日 | 死んだはずの母 |
| 第34話 | 2007年12月13日 | 実母との再会…  |
| 第35話 | 2007年12月14日 | 継母と母の間で |
| 第36話 | 2007年12月17日 | 愛するための嘘 |
| 第37話 | 2007年12月18日 | さよなら子供達 |
| 第38話 | 2007年12月19日 | 悲しすぎる秘密 |
| 第39話 | 2007年12月20日 | 子供を返して   |
| 第40話 | 2007年12月21日 | 最愛の母の死…  |
| 第41話 | 2007年12月24日 | さよならの手紙 |
| 第42話 | 2007年12月25日 | 散り散りの家族 |
| 第43話 | 2007年12月26日 | 離れたくない!  |
| 第44話 | 2007年12月27日 | 5円玉の約束…   |
| 第45話 | 2007年12月28日 | それぞれの愛   |

## 主題歌
- 『「ただいま」』

作曲 - 川江美奈子 / 編曲 - 武部聡志 / 作詞・歌 - 一青窈